# Linkes Bündnis Dortmund
Linkes Bündnis Dortmund war eine Wählergruppe in Dortmund in Nordrhein-Westfalen. Es war ein Bündnis aus Kommunisten, Sozialisten und parteilosen Linken. Am 29. April 2013 wurde auf einer Mitgliederversammlung die Auflösung des Linken Bündnisses Dortmund beschlossen.

## Positionen
Das Linke Bündnis Dortmund setzte sich für eine kommunistische Gesellschaftsform ein. Auf dem Weg dorthin sei der Sozialismus eine Etappe.
Im NRW-Verfassungsschutzbericht 2008 ist das Linke Bündnis Dortmund nicht namentlich erwähnt. Auf die kommunalpolitische Strategie der DKP  wird jedoch einige Male eingegangen.

## Geschichte des Linken Bündnisses Dortmund
Das Linke Bündnis Dortmund wurde vor der Kommunalwahl 1999 durch die Kreisverbände der PDS und der DKP in Dortmund gegründet. Es trug bis 2004 den Namen „Linkes Bündnis Dortmund - Parteilose Linke, DKP & PDS“. Bei der Kommunalwahl 1999 bekam das Linke Bündnis 1,0 % der Stimmen und einen Sitz im Stadtrat. Dieses wurde durch Astrid Keller, Mitglied der PDS, wahrgenommen. Sie blieb bis zum Ende der Wahlperiode als fraktionsloses Mitglied im Rat. Weiterhin wurden 1999 jeweils ein Kandidat des Linken Bündnisses in die Bezirksvertretungen Innenstadt-Nord und Innenstadt-West gewählt.
Zur Kommunalwahl 2004 löste sich die PDS vom Linken Bündnis und kandidierte als PDS-Offene Liste allein. Das restliche Linke Bündnis änderte seinen Namen in „Linkes Bündnis Dortmund - Parteilose Linke, DKP & SDAJ“. Es errang 0,8 % der Stimmen und erneut einen Sitz im Stadtrat. Dieser wurde von Wolfgang Richter, Mitglied der DKP, eingenommen, der zugleich Alterspräsident des Rates wurde. Die beiden Mandate in den Bezirksvertretungen gingen bei der Kommunalwahl 2004 verloren. Richter wurde beratendes Mitglied im Ausschuss für Umwelt, Stadtgestaltung und Wohnen und im Ausschuss für Soziales, Familie und Gesundheit.
Bis zum August 2007 blieb er als fraktionsloses Mitglied im Rat. Im August 2007 gründete er mit drei anderen Ratsmitgliedern zusammen die Fraktion „Die Linken im Rat“, die bis zum Ende der Wahlperiode im Oktober 2009 bestand.
Bei der Kommunalwahl 2009 gelang dem Linken Bündnis mit 0,6 % knapp nicht mehr der Wiedereinzug in den Dortmunder Stadtrat. Somit verfügt es seit Oktober 2009 über keine Mandate mehr.
Im September 2011 organisierte das Linke Bündnis Dortmund unter dem Motto „Nie wieder Faschismus! Nein zum Krieg“  eine Demo gegen den Aufmarsch der Rechtsextremen in der Dortmunder Nordstadt.
Bei der Wiederholung der Ratswahl am 26. August 2012 fiel das Linke Bündnis auf 0,5 % und verpasste damit erneut den Einzug in den Rat.
Am 29. April 2013 wurde auf einer Mitgliederversammlung die Auflösung des Linken Bündnisses Dortmund beschlossen. Zugleich kündigte die DKP an, bei der Kommunalwahl 2014 allein für die Bezirksvertretungen Innenstadt-Nord und Innenstadt-West zu kandidieren.

## Fraktion Die Linken im Rat
Der 2004 gewählte Stadtrat Wolfgang Richter (Linkes Bündnis) gründete am 13. August 2007 mit den drei Stadträten der Partei Die Linke Hannes Fischer, Nursen Konak und Wolf Stammnitz die Ratsfraktion Die Linken im Rat. Fraktionsvorsitzender wurde Wolf Stammnitz, stellvertretender Vorsitzender Wolfgang Richter.
Neben den 4 Ratsmandaten umfasste die Fraktion auch 7 Bezirksvertreter, die alle der Partei Die Linke angehören.
Neben anderen Themen arbeitet(e) die Fraktion schwerpunktmäßig an der

- Einführung eines kostenlosen Sozialtickets (wurde auf 2 Jahre befristet für den Beitrag von 15 Euro später durch SPD und Grüne eingeführt)

- Verhinderung von Privatisierungen kommunaler Betriebe (Cross-Border-Leasing)

- Rekommunalisierung der Dortmunder Stadtwerke DSW21

- Rückbau des Flughafens Dortmund

- Kampf gegen Rassismus und Faschismus in Dortmund

- Erreichung einer barrierefreien (behindertengerechten) Stadt

- Kampf gegen Hartz IV bzw. die Verbesserung der finanziellen Situation von Hartz IV-Opfern.
Nach der Kommunalwahl 2009 wurde die Fraktion aufgelöst und durch die Fraktion DIE LINKE. im Rat der Stadt Dortmund abgelöst, da das Linke Bündnis Dortmund nicht mehr im Rat vertreten war. Im Rahmen der neuen Fraktion arbeitete das Linke Bündnis jedoch durch die Benennung eines sachkundigen Bürgers (Wolfgang Richter, Ausschuss für Umwelt, Stadtgestaltung, Wohnen und Immobilien) und eines Fraktionsmitarbeiters weiter mit.

## Wählerstärke
Wählerstärke an teilnehmenden Wahlen in Dortmund.
| Wahl                             | Stadtrat | Stadtrat | Stadtrat    | Stadtrat |
| Wahl                             | Wähler   | %        | Sitzanteile | Sitze    |
| 12. September 1999               | 2.346    | 1,0 %    | 0,82        | 1 / 82   |
| 26. September 2004               | 1.751    | 0,8 %    | 0,704       | 1 / 88   |
| 30. August 2009                  | 1.183    | 0,6 %    | 0,550       | 0 / 96   |
| Wahlwiederholung 26. August 2012 | 782      | 0,5 %    | 0,462       | 0 / 86   |